# Привольный (Лабинский район)
Привольный — хутор в Лабинском районе Краснодарского края.
Входит в состав Владимирского сельского поселения.

## География

### Улицы
- ул. Заречная,
- ул. Ленина.

## Население
| 2002 | 2010 | 2021 |
| ---- | ---- | ---- |
| 156  | ↗159 | ↘79  |